# Ernesto Gómez Cruz
Ernesto Gómez Cruz (Veracruz, 7 novembre 1933 – Città del Messico, 6 aprile 2024) è stato un attore messicano.

## Biografia
Nato il 7 novembre 1933 a Veracruz, iniziò a lavorare come fotografo nella sua città natale. Successivamente venne convinto a studiare arte drammatica da un amico, debuttando poi come attore cinematografico nel 1966 in Los caifanes, diretto da Juan Ibáñez.
Morì a Città del Messico il 6 aprile 2024 all'età di 90 anni per complicazioni della malattia di Alzheimer.

## Filmografia parziale
- Canoa, regia di Felipe Cazals (1976)
- El recurso del método, regia di Miguel Littín (1978)
- El Norte, regia di Gregory Nava (1983)
- Professione giustiziere (The Evil That Men Do), regia di J. Lee Thompson (1984)
- El imperio de la fortuna, regia di Arturo Ripstein (1986)
- Barroco, regia di Paul Leduc (1989)
- Il crimine di padre Amaro (El crimen del padre Amaro), regia di Carlos Carrera (2002)

## Premi e riconoscimenti

### Festival internazionale del cinema di San Sebastián
- 1986 - Migliore attore per El imperio de la fortuna

### Premio Ariel
- 1983 - Miglior attore per La víspera[3]
- 1987 - Miglior attore per El imperio de la fortuna[3]